# Histoires de la quatrième dimension
Pour les articles homonymes, voir Quatrième dimension.
Histoires de la quatrième dimension est le vingt-et-unième tome, et le neuvième volume de la deuxième série, de La Grande Anthologie de la science-fiction, paru en 1983  (ISBN 2-253-03295-6).
Préfacé par Gérard Klein, l'ouvrage réunit quatorze nouvelles publiées entre 1941 et 1972.
La page de couverture, réalisée par Philippe Adamov, montre un astronaute englué dans un espace-temps en train de se disloquer.

## Publication
- Gérard Klein (dir.), Histoires de la quatrième dimension, Le Livre de poche n°3783, 1983, 413 p., 11 x 16,5 cm  (ISBN 2-253-03295-6).

## Extrait de la préface
«  Au fond, la quatrième dimension est un tiroir commode où ranger les possibles surnuméraires et même les impossibles encombrants. (…)  Dans une société pragmatique, utilitariste, machiniste et bourgeoise, la quatrième dimension transgresse le sens commun, les capacités « raisonnables » de l’imagination. Donc elle irrite, mais en même temps elle fascine ceux qui étouffent dans le réseau des conventions sociales, et qui revendiquent l’accès à l’imaginaire, à l’ineffable, voire à l’incompréhensible. D’un autre côté, dans des nations coloniales, impérialistes, elle ouvre comme un nouveau champ aux conquêtes de la raison. Comme les géométries non euclidiennes avec lesquelles elle est souvent confondue, et comme plus tard les transfinis inventés par Cantor, elle dévoile des continents inconnus, des continents de la pensée, d'abord abstraits, mais que l'on finira bien par explorer et conquérir physiquement si les ingénieurs, ces soldats de l'industrie, parviennent à suivre les géomètres, ces cartographes de l'invisible. Et quelques anticléricaux impénitents doivent même se dire en jubilant secrètement qu'avec la quatrième dimension on va pouvoir empiéter sur le domaine réservé de Dieu et quadriller rationnellement ses friches. (...) »
— Extrait du début de la préface (p. 5, p. 6)

## Nouvelles

### La Petite Pyramide bleue
- Titre en anglais : The Shape of Things.
- Nouvelle écrite en 1948 par Ray Bradbury, trad. de l’anglais par Jane Fillion, initialement parue dans Thrilling Wonder Stories, février 1948.
- Auparavant publiée en 1970 dans le recueil Je chante le corps électrique et titrée L'Enfant de demain.
- Résumé : Polly et Peter sont heureux, ils vont avoir un enfant. Grâce à la machine à accoucher, Polly met au monde son enfant. Hélas, celui-ci s'avère très « spécial » : il est né dans une autre dimension. Pour un humain habitué à une géométrie euclidienne, l'enfant ressemble approximativement à une petite pyramide bleue… Polly et Peter sont totalement désemparés : cette chose est-elle leur enfant ? Les jours, les semaines passent. Ils s'habituent à cet enfant, qu'ils aiment profondément. Lorsqu'un scientifique leur fait une proposition incroyable, ils n'hésitent pas et donnent leur accord : pour l'amour de leur enfant, tout seul dans cette situation bizarre, ils vont eux aussi changer de dimension et vivre dans la même dimension que celle de leur enfant, que l'on ne peut pas changer ou transformer pour le mettre à notre dimension. Et c'est ainsi que Polly et Peter deviennent un Rectangle et un Hexagone blancs.

### Tout smouales étaient les Borogoves
- Titre en anglais : Mimsy Were the Borogoves.
- Nouvelle écrite en 1943 par Henry Kuttner et Kathleen Moore, trad. de l’anglais par Boris Vian, initialement parue dans Astounding Science Fiction n°147, février 1943 sous le pseudonyme de Lewis Padgett.

### Les Habitants de Nulle Part
- Titre en anglais : No Place Like Where.
- Nouvelle écrite en 1964 par Robert M. Green [1], trad. de l’anglais par Pierre Billon, initialement parue dans The Magazine of Fantasy & Science Fiction n°166, mai 1964.
- Résumé : John Jackson habite à l'appartement 15-A, à l'immeuble du 55 Watkins Avenue. Un soir, quand il rentre à la maison, il découvre dans cet appartement une petite fille, qu'il n'a jamais vue. Qui est-elle ? Pourquoi affirme-t-elle habiter dans cet appartement ? Après enquête, il apparaît que deux mondes parallèles existent, et que la petite fille provient de l'univers parallèle…

### La Maison biscornue
- Titre en anglais : And He Built a Crooked House.
- Nouvelle écrite en 1941 par Robert Heinlein, trad. de l’anglais par Alain Dorémieux, initialement parue dans Astounding Science Fiction n°123, février 1941.

### Quelle apocalypse?
- Titre en anglais : What Rough Beast?.
- Nouvelle écrite en 1959 par Damon Knight, trad. de l’anglais par Michel Deutsch, initialement parue dans The Magazine of Fantasy & Science Fiction n°93, février 1959.
- Résumé : Michaël Kronski a une faculté peu commune, celle de pouvoir toucher des mondes parallèles avec son esprit. D'ailleurs, il vient d'un monde parallèle, ou plutôt d'autres mondes parallèles. Et il est capable de « changer des morceaux du monde », en prenant et important tel ou tel élément de tel ou tel monde parallèle. Il a apporté du bonheur à beaucoup de gens. Mais toute médaille a son revers : parfois, ses actions ont créé des drames, des explosions, des morts. Involontaires, certes, mais réels. Comme aussi quand il a tué Jésus Christ, deux mille ans plus tôt, sur un autre monde. Alors, quand son action est trop néfaste sur un monde, il le quitte vers un autre monde, en espérant que la fois prochaine, il réussira mieux…

### Le Trou dans le coin
- Titre en anglais : The Hole on the Corner.
- Nouvelle écrite en 1967 par R. A. Lafferty, trad. de l’anglais par Jacques Polanis, initialement parue dans Orbit no 2, 1967.
- Résumé : Il existe plusieurs hommes qui s'appellent Homer Hoose, et chacun d'eux rencontre parfois son double, ou Régina, sa femme-double, ou sa fille-double…

### L'État de l'art
- Titre en anglais : State of the Art.
- Nouvelle écrite en 1974 par Barry N. Malzberg, trad. de l’anglais par Michel Lederer, initialement parue dans New Dimensions IV, 1974.
- Résumé : Dans un lieu improbable (un bistro parisien), plusieurs écrivains se rencontrent et discutent entre eux : Dostoïevski, Shakespeare, Gertrude Stein, une dénommée Alice, le narrateur. Sont-ce de vraies personnes réincarnées, un rêve, un miracle, des poupées / des marionnettes ? Nul ne le sait.

### «Franz Kafka» de Jorge Luis Borges
- Titre en anglais : « Franz Kafka » by Jorge Luis Borges.
- Nouvelle écrite en 1971 par Alvin Greenberg [2], trad. de l’anglais par Frank Straschitz, initialement parue dans The Year's Best Science Fiction, n°4-1971.
- Résumé : Jorge Luis Borges s'est rendu il y a longtemps dans une zone mystérieuse d'Amérique du sud ; il a ramené un journal de ce voyage. Dans ce journal figure un signe graphique bizarre, qui ressemble à un lambda grec ( λ ). Seules quelques personnes qui ont parcouru ce journal peuvent être étonnées de découvrir l'émergence progressive de ce signe, d'abord épisodiquement, puis de plus en plus fréquemment, sur des objets usuels ou dans la vie de tous les jours.

### Le Pouvoir de la phrase
- Titre en anglais : The Power of the Sentence.
- Nouvelle écrite en 1971 par David M. Locke [3], trad. de l’anglais par Arlette Rosenblum, initialement parue dans The Magazine of Fantasy & Science Fiction n°239, avril 1971.
- Résumé : Le tout début de la nouvelle, comme sa fin, sont racontés par un étudiant qui a assisté à un étrange phénomène durant le cours de littérature anglaise. Il a enregistré sur magnétophone ce cours, qu'il trouve étrange. Le lecteur de la nouvelle écoute donc cet enregistrement. Au début, le professeur Gareth explique à ses étudiants comment se construit une phrase en langue anglaise. Il donne des exemples de phrases très courtes (sujet-verbe), courtes (sujet-verbe-complément), légèrement étendues, étendues, enfin très étendues. Néanmoins, au fil de ses explications, on découvre qu'une « entité », qui s'appelle Gar-Eth, prononce des phrases, noyées dans le discours du professeur. Les phrases provenant de l'entité suivent les explications de l'enseignant : phrases très courtes, puis courtes, puis étendues. Or une deuxième entité, Eth-Gar, se manifeste dans le discours du professeur, et cette entité, par d'autres phrases, répond à la première entité. On découvre que ces deux entités sont opposées l'une à l'autre. Le professeur ne se rend compte de rien, et justifie par la grammaire anglaise les exemples qu'il donne et qui forment la conversation entre les deux entités. Cette conversation prend de plus en plus d'ampleur, jusqu'au moment où le discours de l'enseignant disparaît et est entièrement remplacé par la conversation entre les deux entités. L'entité Gar-Eth est « une pensée libre de toute contrainte qui veut s'affranchir de son vecteur physique », tandis que l'entité Eth-Gar cherche à l'empêcher de prendre son indépendance : la pensée n'est pas libre, elle est soumise à des contraintes, et notamment à l'esprit conscient de l'humain qui la crée et la contrôle. Une lutte a lieu entre les deux entités : on nous annonce la victoire de Eth-Gar sur Gar-Eth (le contrôle de l'intelligence sur la liberté absolue). Le narrateur reprend son récit. La lutte entre les deux entités a tué le professeur, dont le cerveau est transmis à un médecin légiste afin qu'il détermine la cause du décès. La nouvelle se termine ainsi :

« En tout cas il a gardé une portion de la tumeur et il essaie de la cultiver dans son laboratoire. Il l'a mise dans un bouillon de culture spécial et pense qu'il pourra la conserver vivante. La faire se développer. Je me demande si c'est sage. »

### Delenda est
- Titre en anglais : Delenda Est.
- Nouvelle écrite en 1955 par Poul Anderson, trad. de l’anglais (USA) par Bruno Martin, initialement parue dans The Magazine of Fantasy & Science Fiction n°55, décembre 1955.

### Par-delà l’océan
- Titre en anglais : Sail On! Sail On!
- Nouvelle écrite en 1952 par Philip José Farmer, trad. de l’anglais (USA) par Martine Renn, initialement parue dans Startling Stories vol.28 n°2, décembre 1952.
- Résumé : Dans une Terre parallèle, des Espagnols, au XVIe siècle, naviguent vers l'Ouest, vers le Nouveau monde. Ils sont équipés d'une radio, qui leur donne des nouvelles de l'Europe : Savonarole à Florence, la guerre entre Turcs et Autrichiens, etc.  À propos de la radio, tout le monde sait comment elle fonctionne : c'est grâce aux Chérubims du bon Dieu ; ces anges transmettent la voix humaine grâce à leurs ailes, tout simplement. Lorsque les navires arrivent près du terme de leur voyage, ils ne trouvent pas l'Amérique, mais l'abîme : hélas pour eux, au bout de l'océan atlantique, il n'y a pas de terre, mais le déversement de l'océan dans l'Abîme du vide spatial, puisque la Terre est plate…

### L'Homme qui apparut
- Titre en anglais : He Walked Around the Horses.
- Nouvelle uchronique et épistolaire écrite en 1948 par H. Beam Piper, trad. de l’anglais (USA) par Alain Rague, initialement parue dans Astounding Science Fiction n°209, avril 1948. Le récit n'est pas dénué d'un certain humour noir.

### La Fée interurbaine
- Titre en anglais : Interurban Queen.
- Nouvelle uchronique écrite en 1970 par R. A. Lafferty, trad. de l’anglais (USA) par Michel Lederer, initialement parue dans Orbit n°8, 1970.

### Weihnachtabend
- Titre en anglais : Weihnachtabend (en français : « Nuit de Noël »).
- Nouvelle écrite en 1972 par Keith Roberts, trad. de l’anglais par Michel Lederer, initialement parue dans New Worlds Quaterly n°4, juin 1972.
- Résumé : Dans un monde où les Nazis ont gagné la Bataille d'Angleterre, Richard Mainwaring a réussi à « percer » dans l'administration britannique. Il est attaché de presse d'un ministre, dont on ne connaîtra ni le nom ni la fonction, et est invité par ce ministre dans le somptueux manoir de Wilton afin de fêter Noël.  Une jeune femme l'accompagne, Diane Hunter, dont il tombe amoureux. Mais il ignore que cette jeune femme fait partie de la Résistance intérieure anglaise ; et elle place un livre de propagande sur la table de Mainwaring. Celui-ci, découvrant le livre, le lit page après page, envoyant chaque page lue dans le feu de cheminée. La soirée de Noël a lieu ; les enfants, à qui les nazis veulent apprendre le courage, doivent faire plusieurs centaines de mètres dans l'obscurité et le froid ; Mainwaring et Diane se sentent mal à l'aise par cette pratique païenne et bien peu chrétienne. Le lendemain de Noël, Mainwaring est étonné de ne pas voir Diane, avec laquelle il passé la nuit : où est-elle ? Faisant une « enquête » rapide, il ne tarde pas à apprendre qu'elle a été emmenée par la Gestapo en raison de son engagement subversif. Mainwaring va voir le ministre, qui lui répond qu'en effet la jeune femme a été arrêtée et sera probablement exécutée. Une femme qui meurt, est-ce si important ? Il y en a tant ! Il lui dit aussi qu'il est heureux d'avoir constaté que Mainwaring, qui était surveillé, avait détruit toutes les pages du livre. Mais l'homme politique ignore que Mainwaring est tombé amoureux de Diane, et qu'il a été convaincu par les thèses du livre subversif. Richard sort un Luger de son attaché-case et tue le ministre. Il s'enfuit et se réfugie sur le toit du manoir, prêt à résister jusqu'à son dernier souffle.